# Hydrostatyka
Hydrostatyka (z gr. hydōr – „woda” + statikos – „powodujący stanie”) – dział mechaniki płynów zajmujący się badaniem cieczy w stanie spoczynku oraz warunków pozostawania w spoczynku cieczy znajdującej się w polu sił masowych.
Siłami masowymi są siły, których wartość jest proporcjonalna do masy ciała, czyli siły grawitacyjne oraz sił bezwładności. Pomimo że istnieje odrębna dziedzina nauki zajmująca się jedynie statyką gazów (aerostatyka), ze względu na liczne pokrewieństwa (zarówno w samych zjawiskach, jak i ich opisach), często ciecze i gazy są rozpatrywane wspólnie (mechanika płynów).

## Współczesność
Współcześnie podstawowym zagadnieniem hydrostatyki jest określenie skalarnego pola ciśnienia w cieczy znajdującej się w spoczynku. Ciśnienie opisuje równanie:
{\displaystyle f={\frac {1}{\rho }}\nabla p,}
gdzie:
{\displaystyle f} – wektorowe pole jednostkowych sił masowych (siła działająca na jednostkę masy cieczy),
{\displaystyle \rho } – gęstość cieczy,
{\displaystyle \nabla p} – gradient ciśnienia.
Zależność ta wynika z zastosowania praw dynamiki Newtona, które mogą być wyrażone dla płynu przez równania Naviera-Stokesa przy założeniu, że prędkość jest równa zero. Spełnione ono jest zarówno dla płynów nieściśliwych, czyli idealnych cieczy, jak i dla płynów ściśliwych, gdy pomija się ruch płynu wywołany ściśliwością; rzeczywistych cieczy i gazów.
Prawa strona równania jest różniczką, oznacza to że płyn pozostaje w spoczynku dla sił masowych będących różniczkowalnymi, takie pole sił jest polem potencjalnym. Ciśnienie oraz gęstość płynu w spoczynku w polu potencjalnym na powierzchni o jednakowym potencjale (ekwipotencjalnej) są jednakowe[wymaga weryfikacji?]. Jeśli ciało składa się z dwóch płynów o różnej gęstości to powierzchnia rozdziału jest powierzchnią ekwipotencjalną, płyn o większej gęstości zajmuje obszar o mniejszej energii[wymaga weryfikacji?].

### Prawo Pascala
Gdy nie występują siły masowe {\displaystyle (f=0)} równanie upraszcza się do:
{\displaystyle 0={\frac {1}{\rho }}\nabla p.}
Oznacza to że, gdy w płynie nie występują siły masowe, to ciśnienie w płynie jest jednakowe we wszystkich punktach płynu. Prawidłowość tę po raz pierwszy sformułował Pascal, stąd jego nazwa prawo Pascala i tradycyjnie jest uważane za najważniejsze prawo hydrostatyki.

### Ciecz w polu jednorodnym
Gdy siła masowa jest jednakowa w całej objętości cieczy i skierowana wzdłuż osi {\displaystyle z,} to ciśnienie zależy tylko od tej współrzędnej, a równanie równowagi płynu można sprowadzić do postaci:
{\displaystyle \rho f_{z}={\frac {dp}{dz}}}
lub
{\displaystyle \rho f_{z}dz=dp,}
gdzie:
{\displaystyle f_{z}} – siła jednostkowa w kierunku osi {\displaystyle z,}
{\displaystyle dz} – zmiana położenia,
{\displaystyle dp} – zmiana ciśnienia.
Gdy gęstość płynu nie zależy od ciśnienia, co jest w przybliżeniu spełnione dla wszystkich cieczy, a siła masowa jest przyspieszeniem ziemskim {\displaystyle f_{z}=g,} równanie opisujące ciśnienie w cieczy zapisuje się w postaci:
{\displaystyle p=p_{0}+\rho gh,}
gdzie:
{\displaystyle p} – ciśnienie panujące w cieczy na głębokości {\displaystyle h,}
{\displaystyle p_{0}} – ciśnienie panujące na powierzchni cieczy,
{\displaystyle h} – głębokość, na której określane jest ciśnienie.
W gazach, w tym i w powietrzu, gęstość można obliczyć z równania Clapeyrona. Jest ona zależna od ciśnienia:
{\displaystyle \rho ={\frac {pM}{RT}},}
gdzie:
{\displaystyle M} – masa molowa gazu,
{\displaystyle R} – stała gazowa,
{\displaystyle T} – temperatura gazu.
Z powyższego wynika zależność ciśnienia gazu od wysokości:
{\displaystyle p=p_{0}e^{\frac {-Mgz}{RT}}}
Co prowadzi do równania na zależność gęstości gazu od wysokości
{\displaystyle \rho =\rho _{0}e^{-{\frac {z}{h}}}}
gdzie:
{\displaystyle z} – wysokość,
{\displaystyle h={\frac {RT}{Mg}}} – zwana skalą wysokości.
Równania powyższe zwane są formułą barometryczną służą do wyznaczania ciśnienia w powietrzu na różnych wysokościach.

## Wstęp

Rys. 1. Ciśnienie działające na objętość różniczkową

Kluczowym pojęciem w hydrostatyce jest ciśnienie. Ciśnienie jest stosunkiem siły przypadającej na powierzchnię jednostkową:
{\displaystyle p={\frac {F}{A}}.}
W celu otrzymania wyrażenia łączącego siłę z ciśnieniem dla objętości różniczkowej wychodzi się z równania różniczkowego opisującego zmianę ciśnienia w kierunku osi OZ:
{\displaystyle dF_{h}=p\cdot dx\cdot dy-\left(p+{\frac {\partial p}{\partial h}}\cdot dh\right)\cdot dx\cdot dy=-{\frac {\partial p}{\partial h}}\cdot dx\cdot dy\cdot dh.}
Po zsumowaniu równań dla wszystkich kierunków równanie przyjmuje postać:
{\displaystyle dF=\left(-{\bar {i}}{\frac {\partial p}{\partial x}}-{\bar {j}}{\frac {\partial p}{\partial y}}-{\bar {k}}{\frac {\partial p}{\partial h}}\right)\cdot dx\cdot dy\cdot dh.}
Jeżeli wartość dF podzielimy przez objętość różniczkową otrzymamy:
{\displaystyle df=\left(-{\bar {i}}{\frac {\partial p}{\partial x}}-{\bar {j}}{\frac {\partial p}{\partial y}}-{\bar {k}}{\frac {\partial p}{\partial h}}\right).}
Co można zapisać:
{\displaystyle df=-\nabla p.}
Ciśnienie cieczy (w układach rzeczywistych) zależy jedynie od głębokości (ilości cieczy ponad punktem pomiaru). Jeżeli przyjmiemy, że g oraz {\displaystyle \rho } są jednakowe dla każdego punktu w cieczy ({\displaystyle \rho } = idem i dg = idem) to zmiana ciśnienia w zależności od głębokości będzie miała charakter liniowy, co można wyrazić wzorem:
{\displaystyle p=\rho \cdot g\cdot h,}
gdzie:
{\displaystyle \rho } – gęstość cieczy,
{\displaystyle g} – przyspieszenie ziemskie,
{\displaystyle h} – wysokość cieczy.
Jeżeli w dwóch pojemnikach (patrz rys. 2) znajduje się ciecz o tej samej wysokości i gęstości, to na dno obu pojemników wywierane jest takie samo ciśnienie. Dzieje się tak dlatego, że ciecz nad pochyłymi ściankami zbiornika b wywiera ciśnienie na te ścianki, a nie na dno zbiornika.

Rys. 2. Ciśnienie na dnie zbiorników jest takie samo (paradoks hydrostatyczny)

Jeżeli w pojemniku znajdują się ciecze o różnej gęstości (nie mieszające się) to ciśnienie na danej głębokości jest sumą ciśnień wywieranych przez ciecze położone wyżej (o niższej gęstości) i wyraża się wzorem:
{\displaystyle p=\sum _{i=1}^{n}(\rho _{i}\cdot h_{i})\cdot g,}
gdzie:
{\displaystyle \rho _{i}} – gęstość {\displaystyle i}-tej cieczy,
{\displaystyle h_{i}} – wysokość warstwy {\displaystyle i}-tej cieczy,
{\displaystyle g} – przyspieszenie ziemskie.
Jeżeli ciecze w zbiorniku mieszają się (nie tworzą warstw) to gęstość można zastąpić średnią gęstością cieczy:
{\displaystyle {\bar {\rho }}=\sum _{i=1}^{n}(\rho _{i}\cdot u_{i}),}
gdzie:
{\displaystyle \rho _{i}} – gęstość {\displaystyle i}-tej cieczy.
{\displaystyle u_{i}} – ułamek objętościowy {\displaystyle i}-tej cieczy.

## Właściwości statyczne płynów
Płyny w stanie spoczynku posiadają pewne właściwości, dzięki którym mogą być charakteryzowane. Należą do nich:
- gęstość

Stosunek masy do objętości:
{\displaystyle \rho =\lim _{dV\to 0}{\frac {dm}{dV}}\left[\mathrm {\frac {kg}{m^{3}}} \right]}
- gęstość względna

Stosunek gęstości cieczy do gęstości wody. Ponieważ gęstość wody wynosi w przybliżeniu {\displaystyle 1000[kg/m^{3}],} to gęstość względna cieczy wynosi w przybliżeniu wartość jednej tysięcznej gęstości tej cieczy. Gęstość względną wyraża się wzorem:
{\displaystyle s={\frac {\rho _{cieczy}}{\rho _{wody}}}[-]}
- ciężar właściwy

Ciężar przypadający na objętość jednostkową:
{\displaystyle \gamma =\lim _{dV\to 0}{\frac {dF}{dV}}\left[\mathrm {\frac {N}{m^{3}}} \right]}
- objętość właściwa

Stosunek objętości cieczy do masy (odwrotność gęstości):
{\displaystyle \upsilon =\lim _{dm\to 0}{\frac {dV}{dm}}\left[\mathrm {\frac {m^{3}}{kg}} \right]}
- współczynnik rozszerzalności cieplnej

Stosunek zmiany jednostki objętości płynu w wyniku zmiany temperatury o jednostkę temperatury
{\displaystyle \beta =-{\frac {\partial V}{\partial t}}\cdot {\frac {1}{V}}\left[{\frac {1}{^{\circ }}}\right]}
- współczynnik ściśliwości

Stosunek zmiany jednostki objętości płynu pod wpływem zmiany ciśnienia o jednostkę
{\displaystyle \alpha ={\frac {\partial V}{\partial p}}\cdot {\frac {1}{V}}\left[\mathrm {{\frac {1}{Pa}}={\frac {m\cdot s}{kg}}} \right]}
- ciepło właściwe

Jest to energia potrzebna do podniesienia temperatury jednostki masy ciała o jednostkę temperatury:
{\displaystyle c={\frac {t}{N}}\left({\frac {\partial S}{\partial t}}\right)\left[\mathrm {\frac {J}{kg\cdot K}} \right]}
Oznaczenia:
{\displaystyle F} – siła,
{\displaystyle m} – masa,
{\displaystyle N} – liczba cząsteczek,
{\displaystyle p} – ciśnienie,
{\displaystyle S} – entropia,
{\displaystyle t} – temperatura,
{\displaystyle V} – objętość.

## Prawa hydrostatyki

Rys. 3. Ciała częściowo zanurzone w cieczy

Rys. 4. Objętość różniczkowa

Istnieją trzy podstawowe prawa, które odgrywają ogromną rolę w hydrostatyce:

### Prawo Archimedesa
Prawo Archimedesa brzmi: Na ciało zanurzone w płynie działa pionowa, skierowana ku górze siła wyporu. Wartość siły jest równa ciężarowi wypartej cieczy (gazu). Siła jest przyłożona w środku ciężkości wypartej cieczy (gazu).
Prawo to pomaga też wyjaśnić zachowanie się ciał częściowo zanurzonych w wodzie (pływających). Ciało częściowo zanurzone w wodzie (rys. 3) ma środek ciężkości (SC) oraz środek wyporności (SW). Przy zmianie kąta pochylenia położenie środka wyporności ulega zmianie, a ciało może wrócić do pozycji początkowej (stabilne) lub odchylić się całkowicie (niestabilne). O tym czy ciało jest stabilne czy nie, decyduje położenie metacentrum (MC). Metacentrum jest punktem, w którym oś ciała przecina się z linią pionową przecinającą środek wyporności. Dla małych zmian kąta pochylenia jego położenie jest niezależne od kąta. Jeżeli metacentrum znajduje się powyżej środka ciężkości to ciało pod wpływem powstałego układu sił wróci do stanu początkowego (rys. 3b). Jeżeli natomiast metacentrum leży poniżej środka ciężkości ciało pochyli się całkowicie (rys. 3c). Odcinek od metacentrum do środka ciężkości nazywa się wysokością metacentryczną. Obliczenia takie stosuje się np. przy projektowaniu statków. Statki projektuje się tak, aby były one jak najbardziej stateczne i w razie przechylenia samoczynnie wracały do pozycji początkowej.

### Prawo Eulera
Sformułowane przez Eulera w 1755 roku mówi, że:
Na płaskie ciało zanurzone w cieczy działa ciśnienie, którego wartość jest niezależna od orientacji tego ciała w przestrzeni.
W celu otrzymania matematycznej zależności opisującej to prawo rozpatrzmy różniczkową objętość płynu o podstawie trójkątnej i wysokości b (rys. 4). Płyn znajduje się w stanie równowagi (spoczynku). W stanie równowagi suma sił w poszczególnych kierunkach musi być równa zero:
{\displaystyle \sum F_{x}=p_{x}\cdot z\cdot dx-p_{xy}\cdot z\cdot d(xy)=0,}
{\displaystyle \sum F_{y}=p_{y}\cdot z\cdot dy-p_{xy}\cdot z\cdot d(xy)\cdot \cos \theta -{\frac {1}{2}}\cdot z\cdot dxdy\cdot g\cdot \rho =0.}
Ponieważ:
{\displaystyle dy=d(xy)\cdot \sin \theta ,}
{\displaystyle dx=d(xy)\cdot \cos \theta .}

Rys. 5. Pionowy rozkład ciśnienia w naczyniu

Po podstawieniu otrzymujemy ostatecznie:
{\displaystyle p_{x}=p_{y}=p_{xy}.}

### Prawo Pascala
Prawo Pascala mówi, że jeżeli na ciecz lub gaz w zbiorniku zamkniętym wywierane jest ciśnienie zewnętrzne, to ciśnienie wewnątrz zbiornika jest wszędzie jednakowe i równe ciśnieniu zewnętrznemu.
Prawo to jest spełnione dla cieczy, na którą działają jedynie siły powierzchniowe. Oznacza to, że dotyczy cieczy, które nie znajdują się w polu sił grawitacyjnych. W warunkach rzeczywistych (gdy na ciecz działają dodatkowo siły grawitacji) cząsteczki z niższych warstw cieczy muszą „udźwignąć” cząsteczki znajdujące się nad nimi. Powoduje to różnice ciśnień między górną a dolną warstwą cieczy. Prawo często stosuje się w inżynierii (np. przy konstrukcji pras hydraulicznych, akumulatorów ciśnienia oraz tam).

## Płaszczyzna zanurzona w cieczy

Rys. 6. Płaszczyzna zanurzona w cieczy

Ciało (płaskie) zanurzone w cieczy podlega działaniu sił (rys. 6). Jeżeli pominie się siłę ciężkości tego ciała i założy, że działają na nie tylko siły powierzchniowe, to przy obliczeniach uwzględnia się jedynie siły pochodzące od cieczy. Ponieważ powierzchnia jest nachylona pod kątem {\displaystyle \theta } to na każdy element powierzchni działa inne ciśnienie pochodzące od cieczy (ponieważ każdy element powierzchni leży na innej głębokości) natomiast ciśnienie atmosferyczne jest jednorodne dla całej powierzchni. Siłę wypadkową można zapisać jako sumę iloczynów wszystkich nieskończenie małych elementów powierzchni i ciśnień na nie padających:
{\displaystyle F=\int p\cdot dA.}
Jeżeli rozpiszemy ciśnienie jako sumę ciśnienia atmosferycznego (stałego) i ciśnienia pochodzącego od cieczy to otrzymamy:
{\displaystyle \int p\cdot dA=\int (p_{a}+\rho gh)dA=p_{a}A+\rho g\int hdA.}
Jeżeli przyjmiemy {\displaystyle h=\xi \cdot \sin \theta ,} to wyrażenie to można zapisać jako:
{\displaystyle \int p\cdot dA=p_{a}A+\rho g\sin \theta \int \xi dA.}
Ponieważ średnie {\displaystyle \xi } (dla punktu C – środka ciężkości) równa się:
{\displaystyle \xi _{sr}={\frac {1}{A}}\int \xi dA,}
{\displaystyle \int p\cdot dA=p_{a}A+\rho g\sin \theta \xi _{sr}A.}
Stąd ostatecznie:
{\displaystyle F=p_{a}A+\rho g\sin \theta \xi _{sr}A=\left(p_{a}+\rho gh_{sr}\right)A=p_{sr}A.}
Obliczona siła wypadkowa przyłożona jest w punkcie P – środku ciśnienia. Jego współrzędne oznaczymy jako {\displaystyle x_{P}} oraz {\displaystyle y_{P}.} Aby obliczyć te współrzędne dodajemy momenty sił względem środka ciężkości i uzyskujemy postać równania:
{\displaystyle Fy_{P}=\int ypdA.}
Po przekształceniu:
{\displaystyle Fy_{P}=\rho g\sin \theta \int y\xi dA.}
Jeżeli wprowadzimy {\displaystyle \xi =\xi _{sr}-y,}
to otrzymamy:
{\displaystyle Fy_{P}=\rho g\sin \theta (\xi _{sr}\int ydA-\int y^{2}dA).}
Ponieważ {\displaystyle \int ydA=0{:}}
{\displaystyle Fy_{P}=-\rho g\sin \theta \cdot I_{xx},}
gdzie {\displaystyle I_{xx}=\int y^{2}dA} – moment bezwładności.
Przekształcając równanie możemy obliczyć odległość od środka ciężkości:
{\displaystyle y_{P}=-\rho g\sin \theta {\frac {I_{xx}}{p_{sr}A}}.}
Analogicznie obliczenia przeprowadza się dla współrzędnej {\displaystyle x_{P}.}
Wartości momentów bezwładności dla najczęściej spotykanych figur płaskich podano w tabelach poniżej.
| Kształt | {\displaystyle J_{x0}}               | {\displaystyle J_{y0}}               |
| ------- | ------------------------------------ | ------------------------------------ |
|         | {\displaystyle {\frac {bh^{3}}{12}}} | {\displaystyle {\frac {hb^{3}}{12}}} |

| Kształt | {\displaystyle J_{x0}}                  | {\displaystyle J_{y0}}                  |
| ------- | --------------------------------------- | --------------------------------------- |
|         | {\displaystyle {\frac {\pi d^{4}}{64}}} | {\displaystyle {\frac {\pi d^{4}}{64}}} |

| Kształt | {\displaystyle J_{x0}}         | {\displaystyle J_{y0}} |
| ------- | ------------------------------ | ---------------------- |
|         | {\displaystyle 0{,}00686d^{4}} | {\displaystyle -}      |

| Kształt | {\displaystyle J_{x0}}               | {\displaystyle J_{y0}} |
| ------- | ------------------------------------ | ---------------------- |
|         | {\displaystyle {\frac {bh^{3}}{32}}} | {\displaystyle -}      |

| Kształt | {\displaystyle J_{x0}}                          | {\displaystyle J_{y0}}                          |
| ------- | ----------------------------------------------- | ----------------------------------------------- |
|         | {\displaystyle {\frac {\pi (D^{4}-d^{4})}{64}}} | {\displaystyle {\frac {\pi (D^{4}-d^{4})}{64}}} |

## Ciecz w stanie bezwładności

Rys. 7. Ciecz w stanie bezwładności

Jeżeli umieścimy ciecz w wirówce i poddamy działaniu sił to po pewnym czasie cała ciecz zostanie wprawiona w ruch i osiągnie stan bezwładności, zachowując się jak sztywne ciało. Ciecz znajdująca się w takim stanie jest przedmiotem badań hydrostatyki.
Aby opisać ciecz zachowującą się jak ciało sztywne, kręcące się wokół osi należy uwzględnić oprócz sił ciężkości, wynikających z przyspieszenia ziemskiego, również siły odśrodkowe, wynikające z przyspieszenia skierowanego do osi obrotu.
Zakładamy, że ciało obraca się ze stałą prędkością kątową {\displaystyle \Omega .} Promień obrotu, który łączy oś obrotu z objętością różniczkową, którą badamy, oznaczamy jako {\displaystyle r_{0}.}
Przyspieszenie zgodnie z zasadami mechaniki (kinetyki) jest równe:
{\displaystyle a=-r_{0}\Omega ^{2},}
gdzie {\displaystyle r_{0}=r\cdot i.}
Gradient ciśnienia równa się zmianie siły objętościowej:
{\displaystyle \nabla p=i_{r}{\frac {\partial p}{\partial r}}+k{\frac {\partial p}{\partial z}},}
{\displaystyle \nabla p=\rho (g-a)=-\rho gk+\rho r\Omega ^{2}i,}
{\displaystyle {\frac {\partial p}{\partial r}}=\rho r\Omega ^{2},}
{\displaystyle {\frac {\partial p}{\partial z}}=-\rho g.}
Aby uzyskać wyrażenie na wartość ciśnienia całkujemy drugie równanie otrzymując:
{\displaystyle p={\frac {1}{2}}r^{2}\rho \Omega ^{2}+f(z),}
gdzie {\displaystyle f(z)} to stała wyrażona jako funkcja {\displaystyle z}'. Następnie różniczkujemy po {\displaystyle dz{:}}
{\displaystyle {\frac {\partial p}{\partial z}}=0+f'(z).}
I przyrównując do równania wcześniej otrzymanego:
{\displaystyle f'(z)=-\rho g.}
Całkujemy:
{\displaystyle f(z)=-\rho gz+C,}
gdzie {\displaystyle C} to stała całkowania. Z warunków początkowych (dla {\displaystyle z=0} i {\displaystyle r=0,} {\displaystyle p=p_{0}}) otrzymujemy równanie na wartość ciśnienia:
{\displaystyle p=p_{0}-\rho gz+{\frac {1}{2}}r^{2}\rho \Omega ^{2}.}

## Pomiar ciśnienia

Rys. 8. U-rurki

Rys. 9. Manometr: 1 – koło zębate sprzężone z wskazówką (6); 2 – dźwignia zębata; 3 – oś obrotu dźwigni zębatej (2); 4 – cięgno; 5 – sprężysta rurka wychylająca się pod wpływem ciśnienia P; 6 – wskazówka manometru; 7 – część chwytowa, umożliwiająca wkręcenie manometru w gniazdo montażowe; 8 – gwint.

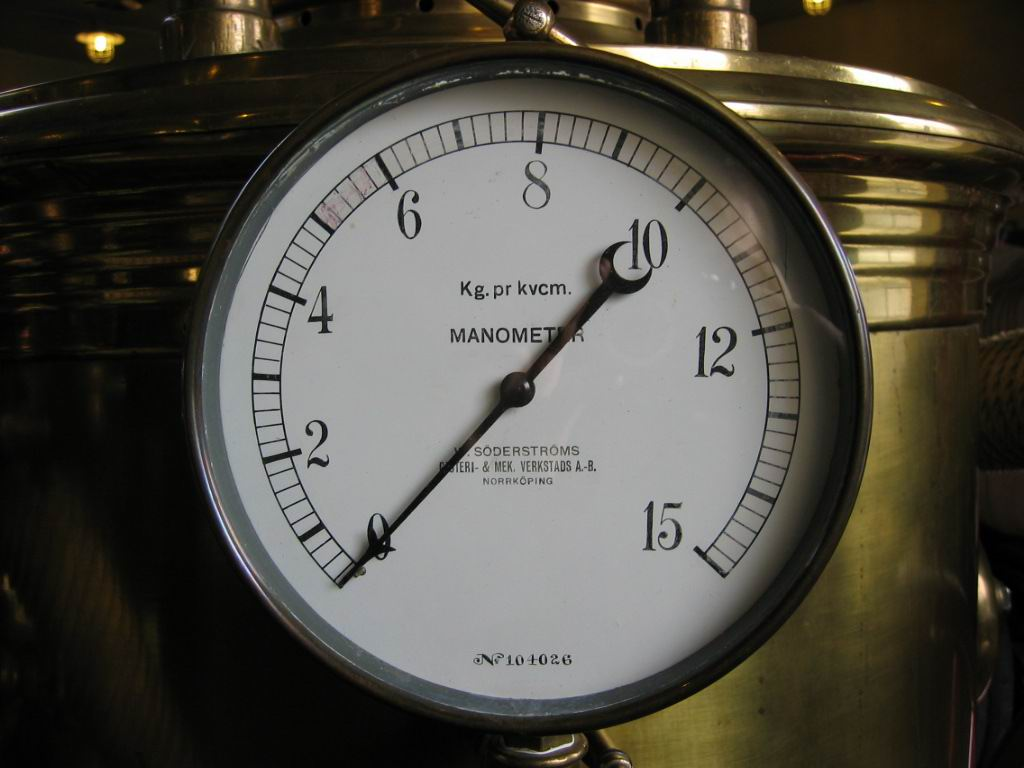
Rys. 10. Manometr stosowany w przemyśle

Pomiarów ciśnienia dokonuje się przy pomocy urządzeń zwanych ciśnieniomierzami. Ciśnieniomierze dzielimy na manometry (do pomiaru nadciśnienia) oraz wakuometry (do pomiaru podciśnienia). Często nazwy manometr używa się jako synonimu ciśnieniomierz. Manometry różnią się między sobą zasadą działania. Można dokonać ich ogólnego podziału manometrów na:
- grawitacyjne – wykorzystują siłę grawitacji do bezpośredniego pomiaru ciśnienia. Przykładem może być manometr w postaci U-rurki (patrz poniżej). Zamiast słupa cieczy jako przeciwwagi niekiedy wykorzystuje się obciążenie (dzwon). Zakres mierzonego ciśnienia dla manometrów U-rurkowych: od {\displaystyle 10^{-5}} MPa do 0,1 MPa[8].
- sprężynowe – mierzą odkształcenie jakie następuje pod wpływem ciśnienia. Ciśnieniomierze tego typu przybierają rozmaite formy.
  - rurki Bourdona (rys. 9) – manometry zbudowane z wygiętej (najczęściej pod kątem ok. 250°) rurki wypełnionej płynem. Pod wpływem przyłożonego ciśnienia rurka prostuje się. Wskazówka manometru przesuwa się proporcjonalnie do wygięcia rurki. Przy pomiarze wysokich ciśnień wykorzystuje się manometry wyposażone w kilka rurek (spiralę). Zakres pomiaru takich urządzeń wynosi: od 0,06 MPa do 400 MPa[8].
  - membranowe – działają na podobnej zasadzie jak rurki Bourdona, jednak w tym przypadku elementem odkształcalnym jest membrana, której odkształcenie jest wprost proporcjonalne do przyłożonego ciśnienia. Istnieje możliwość sterowania wielkością siły aktywującej odkształcenie. Zakres stosowania: od 0,0016 MPa do 4 MPa[8].
- elektroniczne – mierzące takie właściwości jak opór elektryczny, indukcyjność, częstotliwość rezonansu, przetwarzające bezpośrednio wartość ciśnienia na sygnał elektryczny, stosowane w układach automatyki przemysłowej.

Klasyczny manometr ma postać U-rurki (rys. 8) wypełnionej cieczą (najczęściej wodą lub innym medium, np. czterochlorkiem węgla) oraz podziałką. Jeden koniec podłączony jest do zbiornika, w którym panuje ciśnienie, które jest mierzone, a drugi zazwyczaj jest otwarty (do atmosfery). Zasadę działania klasycznego manometru można wyjaśnić przy pomocy praw hydrostatyki. Suma ciśnień w lewej części U-rurki musi być równa sumie ciśnień w prawej części. Jeżeli obie części U-rurki są podłączone do atmosfery to poziomy cieczy po obu stronach są równe (rys. 8a). Jeżeli podłączymy jedną stronę U-rurki do zbiornika, w którym panuje nadciśnienie to ciecz przesunie się w lewą stronę (rys. 8b). Przesunięcie będzie proporcjonalne do nadciśnienia w zbiorniku. Dla przedstawionego układu równowagę można zapisać:
{\displaystyle p_{a}+\Delta hg\rho =p_{t},}
gdzie:
{\displaystyle p_{a}} – ciśnienie atmosferyczne,
{\displaystyle \Delta h} – różnica wysokości słupa cieczy,
{\displaystyle \rho } – gęstość cieczy,
{\displaystyle p_{t}} – ciśnienie w zbiorniku.
Obecnie w przemyśle, oprócz klasycznych ciśnieniomierzy, stosuje się bardziej złożone układy (mechaniczne lub elektroniczne) do pomiaru ciśnienia. Zaletą urządzeń elektronicznych jest uzyskanie informacji w postaci cyfrowej oraz możliwość bezpośredniej współpracy z komputerem. Zaletą klasycznych manometrów jest cena i niezawodność.